# تلفن‌کن
تلفن‌کن (آلمانی: Telefunken) یک شرکت آلمانی فعال در تولید تجهیزات رادیویی و تلویزیونی بود. این شرکت در سال ۱۹۰۳ در برلین بنیان‌گذاری شد. در زمان جنگ جهانی دوم مانند بسیاری دیگر از شرکت‌های فناوری در آلمان، به تولید تجهیزات جنگی پرداخت. رادار لیختن‌اشتاین از تولیدات نظامی این شرکت است.

## نگارخانه

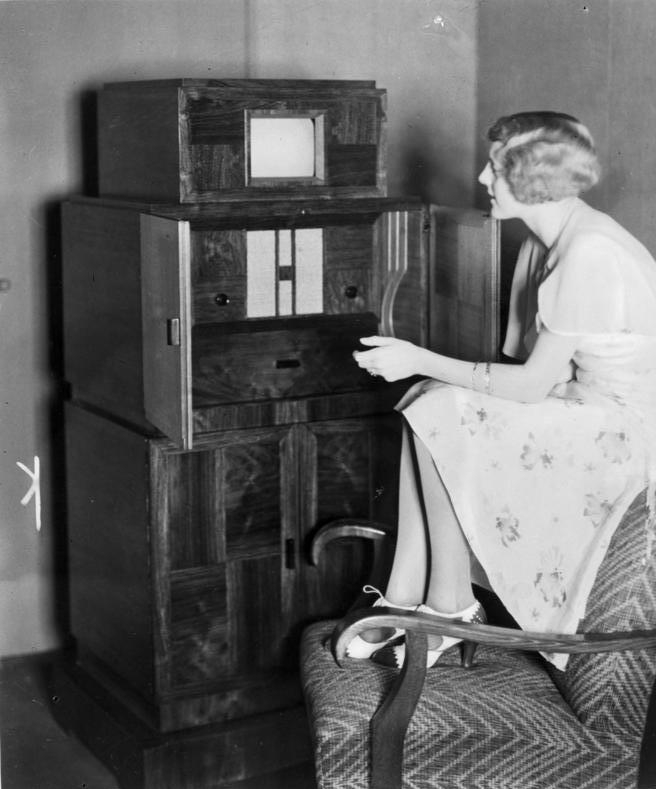
اولین ست تلویزیون تلفنکن با استفاده از لامپ پرتوی کاتدی (۱۹۳۲)
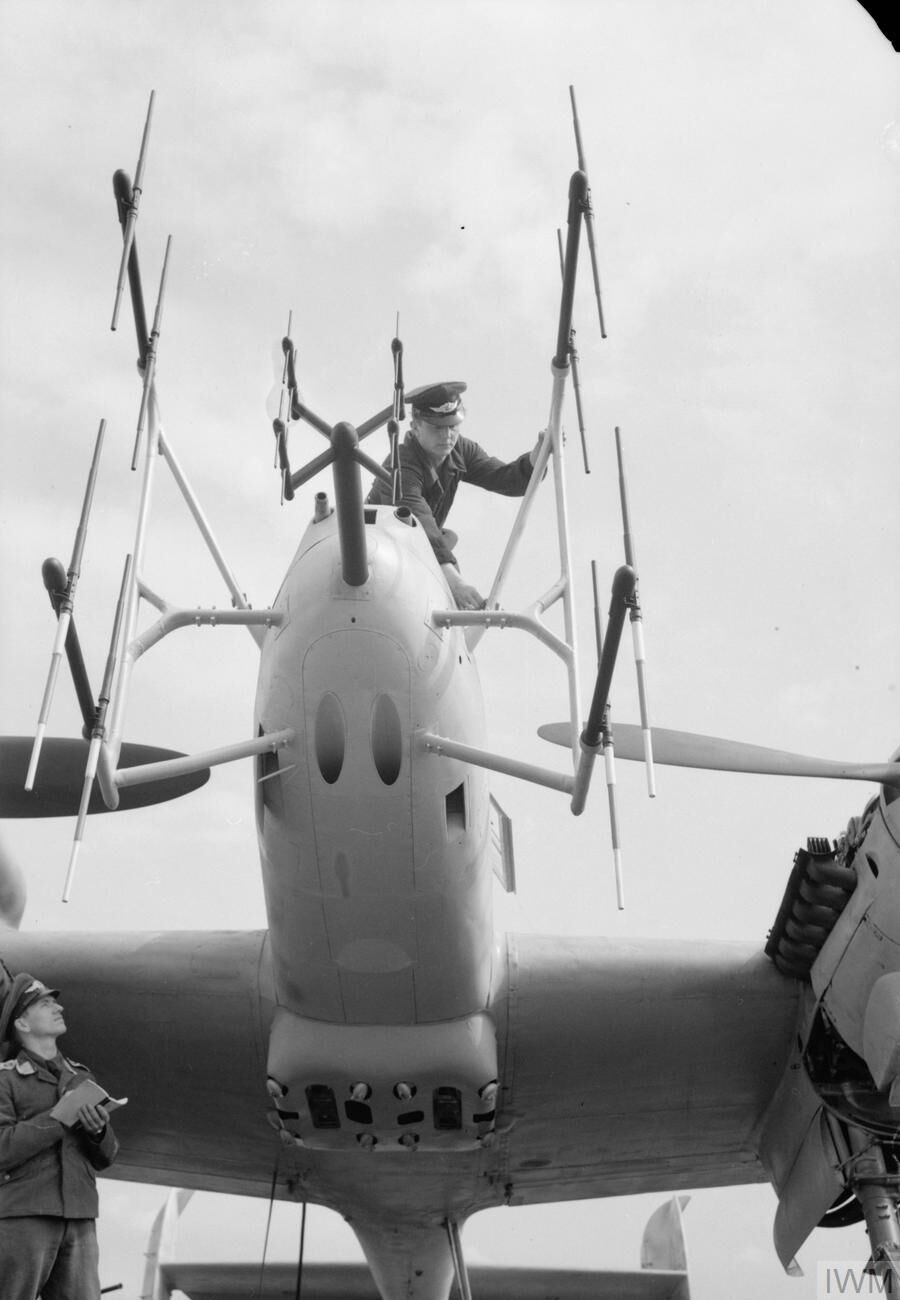
رادار لیختن‌اشتاین ساخته شده توسط شرکت تلفنکن در زمان جنگ جهانی دوم
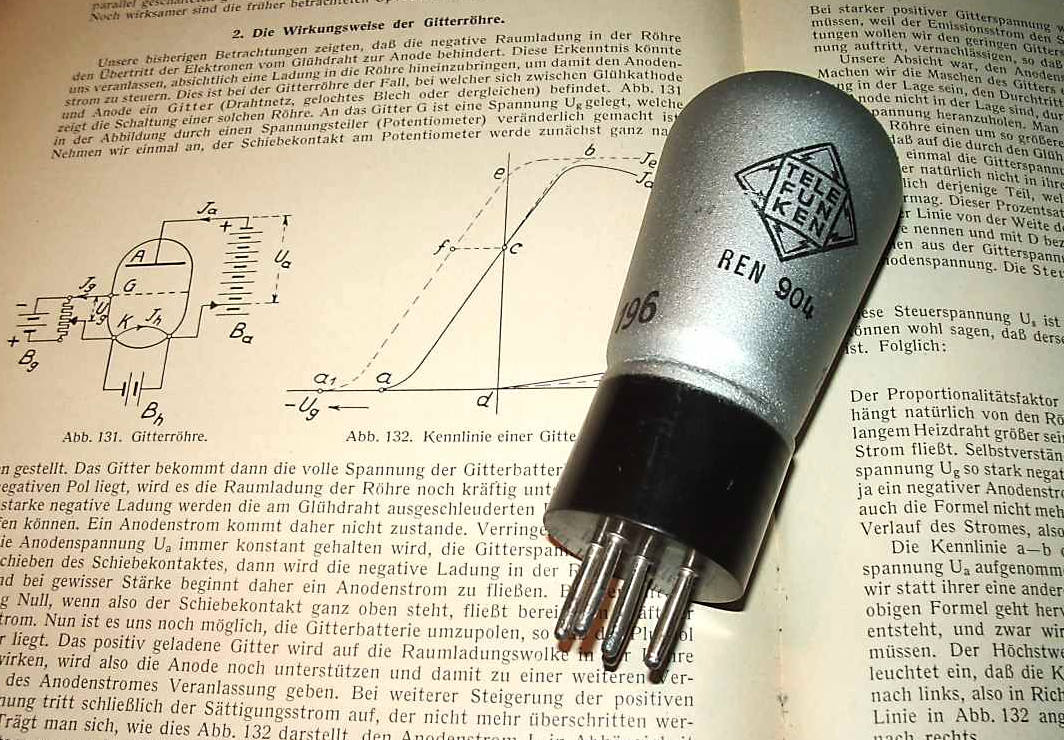
لامپ خلا تلفنکن REN904 ساخته‌شده در سال ۱۹۳۰